# Malomháza meteorit
A Malomháza, vagy nemzetközi nevén Minnichhof egy 1905-ben Magyarországon hullott meteorit neve.

## Jellemző adatai
A Malomháza meteorit 1905. május 27-én hullott le a Sopron megyei Malomháza község (jelenleg Ausztria, Kroatisch Minihof) határában. A kondritos meteorit össztömege 0,5 kg, típusa nincsen még besorolva, de kondritos meteorit.

## Külső hivatkozások
- A magyarországi meteoritok listája
- A Kárpát-medencében hullott és talált meteoritok: Válogatás a Londoni Meteoritkatalógusból
- A maloháza meteorit a magyarországi meteoritokat bemutató Természettudományi Múzeum adatbázisban